# Листоногие
Листоногие (лат. Phyllopoda) — подкласс ракообразных из класса жаброногих ракообразных (Branchiopoda).

## Описание
Более или менее вытянутое, часто явственно членистое тело по большей части имеет складку кожи в виде плоского щита или двустворчатой раковинки, реже голое; на голове 2 пары усиков (антенн), пара верхних челюстей, всегда лишенных во взрослом состоянии щупальцев, две пары нижних, тело несет 4—6 или 10—40 пар почти всегда пластинчатых лопастных плавательных ножек.
Раковина лишь у семейства Estheridae (см. Жаберноногие) вполне покрывает тело, обыкновенно же она оставляет свободной голову и часто задний конец тела, иногда же покрывает лишь незначительную часть тела; у щитней тело прикрыто сверху плоским щитом, у жаброногов (Branchipus) и артемий (Artemia) тело голое. Голова не всегда ясно отграничена от тела, граница грудного отдела и абдомена тоже может быть неясной. Абдомен у одних вытянут по оси тела, у других согнут вниз и вперед. Число члеников и соответствующих им пар ног очень различно. Первая пара антенн мало развита и несет обонятельные нити, особенно развитые у самцов; вторая пара у ветвистоусых (Cladocera) сильно развита, двуветвиста и служит органом плавания; в семействе Branchipodidae она у самцов превращена в сильно развитые органы для схватывания самки; у самок антенны малы; у Apodidae они недоразвиты. Из ротовых органов хорошо развиты зубчатые верхние челюсти, нижние слабы, а у ветвистоусых 2-я пара во взрослом состоянии вовсе отсутствует. Ноги двуветвистые, внутренняя ветвь пластинчатая и подразделена на несколько лопастей; наружная несет дыхательную пластинку и выше её так называемый жаберный мешок. Некоторые пары, редко все (у Leptodora) могут быть превращены в цилиндрические хватательные органы, лишенные жаберных придатков.
Обыкновенно есть два сложных, очень подвижных глаза, которые могут сливаться между собою, иногда бывает непарный средний глаз в виде буквы X. Кишечник состоит из пищевода, желудка с 2 простыми или разветвленными слепыми придатками и кишки, открывающейся анальным отверстием на конце абдомена. Сердце в виде короткого мешка с одной парой боковых щелей (у ветвистоусых) или длинное с многими парами отверстий. Органы выделения — парная раковинная железка (Schalendrüse), открывающаяся наружу у 2 пары нижних челюстей или на соответственном месте. Самцы и самки различаются по строению усиков (антенн) и передних пар ног. Самцов вообще гораздо меньше, часто они отсутствуют в течение большей части года, а у некоторых и вообще крайне редки. В связи с этим самки обладают способностью размножаться без оплодотворения (партеногенетически). У некоторых яйца, развивающиеся без оплодотворения (летние яйца), отличаются по строению, а иногда и по развитию от оплодотворяемых (зимних, или покоящихся). Отложенные яйца помещаются на ногах или в виде мешков по бокам абдомена или между телом и раковиной. У жаберноногих из яйца выходит личинка в стадии науплиуса, у ветвистоусых обыкновенно метаморфоза нет и развитие заканчивается в яйце (кроме зимних яиц Leptodora, которые дают науплиусов). Почти все пресноводные, некоторые живут в соленых озерах, другие в море. Пища состоит из мелких животных и гниющих веществ. Почти все отлично плавают, некоторые прыжками. Некоторые имеют на затылке железистый орган, с помощью которого могут прикрепляться к различным предметам. Яйца некоторых видов могут выдерживать продолжительное пребывание вне воды; этим объясняется появление их в пересыхающих по временам лужах. Известно около 300 ныне живущих видов. Ископаемые остатки (почти исключительно Estheridae) встречаются, начиная с девонских отложений.